# Carl Haacker
Carl Paul Haacker, auch Karl Haacker, (* 26. Juli 1890 in Berlin, Deutsches Reich; † 15. Dezember 1945 in Berlin, Deutschland) war ein deutscher Szenenbildner. Gemeinsam mit Robert Scharfenberg gehörte er zu den wichtigsten proletarisch-kommunistischen Filmarchitekten.

## Leben
Haacker war der Sohn eines Malers. Er erlernte den Beruf seines Vaters und wurde Dekorationsmaler am Theater. Von 1915 bis 1918 arbeitete er in der Reparaturabteilung der AEG Hennigsdorf. Seit 1908 Mitglied der Gewerkschaft, seit 1917 der USPD sowie daraufhin des Spartakusbundes, wurde er im Februar 1918 in politische Haft genommen und gründete auf der Festung Küstrin am 9. November 1918 einen Soldatenrat mit. Später wurde er bei der AEG Mitglied eines kommunistischen Arbeiterrats und daraufhin entlassen. Seit 1919 in der KPD organisiert, verfasste er Aufrufe und gestaltete Flugblätter.
Er nahm Unterricht bei den Kunstmalern Wilhelm Blanke und Stötzner-Lund und arbeitete ab 1920 als Dekorationsmaler beim Film. 1925/26 hielt sich Carl Haacker in Odessa auf, um das dortige Filmatelier der WUFKU (Allukrainische Staats-Kino-Verwaltung) aufzubauen. Wieder zurückgekehrt, wurde er wegen seiner Beteiligung am Filmstreik 1927 entlassen. 1929 war er verantwortlich für die Ausstattung des Parteitags der KPD und 1931 für die Ausstellung 10 Jahre IAH. 1929 arbeitete er für die mit der IAH verbundene Prometheus Film.
Zu den bekanntesten Filmen, für deren Bauten er verantwortlich war, gehören Jenseits der Straße (1929, Regie: Leo Mittler), Mutter Krausens Fahrt ins Glück (1929, Regie: Phil Jutzi), Kuhle Wampe oder: Wem gehört die Welt? (1932, Regie: Slatan Dudow) und Schleppzug M 17 (1933, Regie: Werner Hochbaum).
Im April 1933 wurde Haacker aus dem Reichsverband bildender Künstler Deutschlands ausgeschlossen. Während der Zeit des Nationalsozialismus konnte Haacker nur gelegentlich als Aushilfe und freier Mitarbeiter in Filmateliers arbeiten, unter anderem mit seinem Kollegen Hermann Warm für Filme von Erich Engel. Ab 1942 arbeitete er in der technischen Leitung der Tobis in Berlin-Johannisthal.
Carl Haacker war nach Kriegsende erneut in der KPD und in der Gewerkschaft aktiv. Im November 1945 beteiligte er sich in Blankenfelde an der Kunstausstellung des Kreises Teltow. Bezirk III. Am 12. November 1945 wurde er von der Deutschen Zentralverwaltung für Volksbildung mit der Überwachung und Sicherung der gesamten Anlagen der Tobis betraut. Er war an der Wiedereinrichtung des deutschen Filmwesens beteiligt und gehörte zum Personenkreis, der später die Gründer der DEFA bildete. Bevor er seine Arbeit als Chef-Architekt der DEFA aufnehmen konnte, verunglückte Haacker tödlich bei einem Verkehrsunfall.
Eine Tochter aus seiner zweiten Ehe ist die Schauspielerin Sonja Haacker (* 1932).

## Filmografie (Auswahl)
- 1929: Jenseits der Straße
- 1929: Mutter Krausens Fahrt ins Glück
- 1930: Kurs auf die Ehe (Kire lained)
- 1932: Kuhle Wampe oder: Wem gehört die Welt?
- 1933: Schleppzug M 17
- 1935: Mazurka
- 1935: Der Student von Prag
- 1936: Mädchenjahre einer Königin
- 1937: Ein Volksfeind
- 1938: Jugend
- 1938: Verwehte Spuren
- 1939: Nanette
- 1940: Casanova heiratet
- 1940: Unser Fräulein Doktor
- 1941: Brüderlein fein